# ハートブリー

Company logo

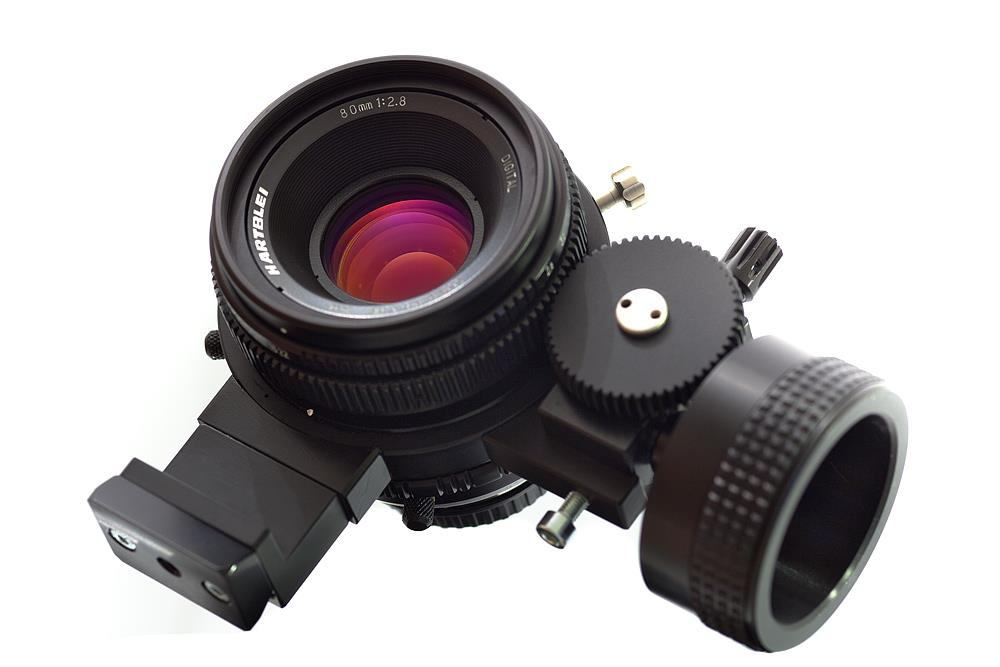
80 mm 2.8 MC TS-PC Super-Rotator (Full Frame Format)

ハートブリーはキーウとミュンヘンに拠点を置く国際的な写真撮影用光学機器メーカーである。同社は主にティルトシフトレンズの製造に注力している。ハートブリーのティルトシフトレンズはティルト機能とシフト機能を同時にコントロールできるスーパーローテーター（Super-Rotator）という機能を有しており、この機能は専用スティックを使用することで実現できる。2006年、同社はカール・ツァイス AGの支援のもと、カール・ツァイス AGの光学技術を採用しティルトシフトレンズの設計製造販売した。

## レンズ
独自のスーパーローテーター設計を採用したハートブレイのティルトシフトレンズは、どの軸でも傾斜させることができ、キヤノンTS-E90mmレンズ（英語: Canon TS-E 90mm lens）などの他のレンズよりもティルトシフト撮影時の柔軟性が高い。
スーパーローテーターレンズは角度360°調整が可能なティルトシフトレンズである。スーパーローテーターの現在のバージョンには、ドイツ製のZeiss光学系が搭載されている。
カールツァイス製レンズを使用したフルサイズ版レンズ
- New Hartblei 40 mm f/4 IF TS Superrotator -with integrated Tripod mount[7][8]
- New Hartblei 80 mm f/2.8 TS Superrotator[9][10]
- New Hartblei Macro 120 mm f/4 TS Superrotator[11][12]